# Convair Model 44
Die Convair Model 44 war ein Entwurf für ein Trägerflugzeug für die US Navy. Es blieb beim Konzeptentwurf, da Grumman die VFX-Ausschreibung gewann.

## Geschichte
Nachdem der Versuch des Pentagons mit dem TFX-Programm (Tactical Fighter Experimental; ein Programm für ein Mehrzweckkampfflugzeug, das Teilstreitkräfte-übergreifend beschafft werden sollte) gescheitert war, die F-111 auch für die US Navy in der Version FB-111 auf Flugzeugträgern einzusetzen, erfolgte eine neue Ausschreibung. Im Juli 1968 veröffentlichte das Naval Air Systems Command (NAVAIR) die Ausschreibung für das Naval Fighter Experimental (VFX) Programm. Gefordert wurde ein zweisitziger Luftüberlegenheitsjäger mit zwei Triebwerken und einer Höchstgeschwindigkeit von Mach 2,2. Convairs Beitrag zu dieser Ausschreibung war die Convair Model 44.
In den Entwurf flossen Entwicklungskomponenten des Convair Model 200 ein.
Neben dem letztlichen Gewinner Grumman (Model 303E/F) beteiligte sich an der Ausschreibung auch North American Aviation (Model D323) mit dem einzigen nicht-Schwenkflügerentwurf. McDonnell (Modell 225) und Grummans Entwürfe hatten zwei Seitenleitwerke, die Entwürfe von Convair und Vought (V-507) hatten ein Seitenleitwerk. Von der Vought LTV V-507 Vagabond wurde ein 1:1-Modell gebaut.
In die Endausscheidung gelangten McDonnell Douglas und Grumman. Grumman gewann die Ausschreibung am 14. Januar 1969. Grummans Model 303E/F erhielt daraufhin die Bezeichnung F-14 Tomcat, die ersten Prototypen trugen die Bezeichnung YF-14.

## Technik
Das Convair Model 44 hatte im Gegensatz zur Grumman F-14 nur ein Seitenleitwerk. Des Weiteren waren der Flügel und der Schwenkmechanismus weniger ausgereift als bei dem Grumman-Entwurf. Grundsätzlich handelte es sich um einen Nachbau des F-111-Schwenkmechanismus und Flügels. Die Convair 44 war etwas kleiner, jedoch schwerer als die Grumman F-14 geplant. Bei der Model 44 sollten eine 20-mm-Kanone im vorderen Unterrumpf eingebaut und vier Lenkwaffen AIM-7 Sparrow an der Rumpfunterseite angebracht werden.